# 12 mars aux Jeux paralympiques d'hiver de 2018
Le lundi 12 mars aux Jeux paralympiques d'hiver de 2018 est le troisième jour de compétition.

## Programme
| Heure UTC+9 (Pyeongchang)                     |               |
| bleu                                          | Cérémonie     |
| neutre                                        | Épreuve       |
| or                                            | Finale        |
| orange                                        | Petite finale |
| rose                                          | Reporté       |
| gris                                          | Annulé        |
| Compétition masculine                         | Hommes        |
| Compétition féminine                          | Femmes        |
| Compétition mixte (hommes et femmes mélangés) | Mixte         |
| Compétition en couple (1 homme et 1 femme)    | Couple        |
| modifier                                      |               |

L'heure indiquée est celle de Pyeongchang, pour l'heure française il faut enlever 8 heures.
| Horaire | Discipline Spécialité | Discipline Spécialité                  | Discipline Spécialité | Phase                         | Résultats                                                    | Références |
| 09:35   |                       | Curling                                |                       | Phase préliminaire 6e session | 7 - 5                                                        |            |
| 09:35   |                       | Curling                                |                       | Phase préliminaire 6e session | 3 - 8                                                        |            |
| 09:35   |                       | Curling                                |                       | Phase préliminaire 6e session | 6 - 2                                                        |            |
| 09:35   |                       | Curling                                |                       | Phase préliminaire 6e session | 4 - 6                                                        |            |
| 10:00   |                       | Ski de fond 20 km classique debout     |                       | Finale                        | Ihor Reptyukh · Benjamin Daviet · Hakon Olsrud               |            |
| 10:25   |                       | Ski de fond 20 km classique malvoyants |                       | Finale                        | Brian McKeever · Yury Holub · Thomas Clarion                 |            |
| 10:30   |                       | Snowboard Snowboard Cross SB-LL1       |                       | Qualifications                | -                                                            |            |
| 10:30   |                       | Snowboard Snowboard Cross SB-LL2       |                       | Qualifications                | -                                                            |            |
| 10:30   |                       | Snowboard Snowboard Cross SB-UL        |                       | Qualifications                | -                                                            |            |
| 10:30   |                       | Snowboard Snowboard Cross SB-LL1       |                       | Qualifications                | -                                                            |            |
| 10:30   |                       | Snowboard Snowboard Cross SB-LL2       |                       | Qualifications                | -                                                            |            |
| 12:00   |                       | Hockey sur luge                        |                       | Manche préliminaire Groupe B  | 10 - 0                                                       |            |
| 12:00   |                       | Ski de fond 15 km classique malvoyants |                       | Finale                        | Sviatlana Sakhanenka · Oksana Shyshkova · Mikhalina Lyssova  |            |
| 12:15   |                       | Ski de fond 15 km classique debout     |                       | Finale                        | Iekaterina Roumiantseva · Anna Milenina · Liudmyla Liashenko |            |
| 13:33   |                       | Snowboard Snowboard Cross SB-UL        |                       | Phase éliminatoire            | -                                                            |            |
| 13:33   |                       | Snowboard Snowboard Cross SB-LL1       |                       | Phase éliminatoire            | -                                                            |            |
| 13:33   |                       | Snowboard Snowboard Cross SB-LL2       |                       | Phase éliminatoire            | -                                                            |            |
| 13:33   |                       | Snowboard Snowboard Cross SB-LL1       |                       | Phase éliminatoire            | -                                                            |            |
| 13:33   |                       | Snowboard Snowboard Cross SB-LL2       |                       | Phase éliminatoire            | -                                                            |            |
| 14:35   |                       | Curling                                |                       | Phase préliminaire 7e session | 7 - 6                                                        |            |
| 14:35   |                       | Curling                                |                       | Phase préliminaire 7e session | 8 - 2                                                        |            |
| 14:35   |                       | Curling                                |                       | Phase préliminaire 7e session | 8 - 5                                                        |            |
| 14:35   |                       | Curling                                |                       | Phase préliminaire 7e session | 1 - 6                                                        |            |
| 14:42   |                       | Snowboard Snowboard Cross SB-LL1       |                       | Petite finale                 | Cécile Hernandez · Michelle Salt                             |            |
| 14:43   |                       | Snowboard Snowboard Cross SB-LL2       |                       | Petite finale                 | Astrid Fina Paredes · Renske Van Beek                        |            |
| 14:45   |                       | Snowboard Snowboard Cross SB-UL        |                       | Petite finale                 | Mike Minor · Jacopo Luchini                                  |            |
| 14:46   |                       | Snowboard Snowboard Cross SB-LL1       |                       | Petite finale                 | Noah Elliott · Reinhold Schett                               |            |
| 14:48   |                       | Snowboard Snowboard Cross SB-LL2       |                       | Petite finale                 | Gurimu Narita · Evan Strong                                  |            |
| 14:49   |                       | Snowboard Snowboard Cross SB-LL1       |                       | Finale                        | Brenna Huckaby · Amy Purdy                                   |            |
| 14:53   |                       | Snowboard Snowboard Cross SB-LL2       |                       | Finale                        | Bibian Mentel-Spee · Lisa Bunschoten                         |            |
| 14:56   |                       | Snowboard Snowboard Cross SB-UL        |                       | Finale                        | Simon Patmore · Manuel Pozzerle                              |            |
| 15:00   |                       | Snowboard Snowboard Cross SB-LL1       |                       | Finale                        | Mike Schultz · Chris Vos                                     |            |
| 15:03   |                       | Snowboard Snowboard Cross SB-LL2       |                       | Finale                        | Matti Suur-Hamari · Keith Gabel                              |            |
| 15:30   |                       | Hockey sur luge                        |                       | Manche préliminaire Groupe A  | 8 - 0                                                        |            |
| 19:00   |                       | Hockey sur luge                        |                       | Manche préliminaire Groupe A  | 2 - 0                                                        |            |
| 19:35   |                       | Curling                                |                       | Phase préliminaire 8e session | 3 - 6                                                        |            |
| 19:35   |                       | Curling                                |                       | Phase préliminaire 8e session | 6 - 4                                                        |            |
| 19:35   |                       | Curling                                |                       | Phase préliminaire 8e session | 8 - 1                                                        |            |
| 19:35   |                       | Curling                                |                       | Phase préliminaire 8e session | 3 - 4                                                        |            |

### Médailles du jour
| Rang  | Nation                         | Or | Argent | Bronze | Total |
| ----- | ------------------------------ | -- | ------ | ------ | ----- |
| 1     | États-Unis                     | 2  | 2      | 2      | 6     |
| 2     | Pays-Bas                       | 1  | 2      |        | 3     |
| 3     | Athlètes paralympiques neutres | 1  | 1      | 1      | 1     |
| 3=    | Ukraine                        | 1  | 1      | 1      | 1     |
| 5     | Biélorussie                    | 1  | 1      |        | 2     |
| 6     | Australie                      | 1  |        |        | 1     |
| 6=    | Canada                         | 1  |        |        | 1     |
| 6=    | Finlande                       | 1  |        |        | 1     |
| 9     | France                         |    | 1      | 2      | 3     |
| 10    | Italie                         |    | 1      |        | 1     |
| 11    | Espagne                        |    |        | 1      | 1     |
| 11=   | Japon                          |    |        | 1      | 1     |
| 11=   | Norvège                        |    |        | 1      | 1     |
| Total | Total                          | 9  | 9      | 9      | 27    |